# لويك نوتي
لويك نوتي (بالفرنسية: Loïc Nottet)؛ (10 أبريل 1996 -) هو مغني و‌راقص بلجيكي، قد احتل المرتبة الثانية في الموسم الثالث للنسخة البلجيكية من برنامج ذا فويس سنة 2014، ومثلَّ بلاده في مسابقة يوروفيجن للأغاني سنة 2015 التي احتل فيها المرتبة الرابعة بـ217 نقطة.

## المسيرة المهنية

### 2013-14: ذا فويس بلجيكا
لويك نوتي تقدم للتسابق في النسخة البلجيكية من برنامج ذا فويس وتحصل على المرتبة الثانية في التصفيات النهائية بالموسم الثالث، خلف الفائز باللقب لورنت باغنا. وخلال المسابقة كان ضمن فريق الفنانة بيفرلي جو سكوت.
| المرحلة                        | التاريخ       | الأغنية              | المغني الأصلي    | ملاحظات                                  |
| ------------------------------ | ------------- | -------------------- | ---------------- | ---------------------------------------- |
| الإختبارات العمياء (الصوت وبس) | 28 يناير 2014 | دايموندز             | ريانا            |                                          |
| المعركة                        | 18 مارس 2014  | عد النجوم            | ون ريبوبليك      | فاز بالمعركة ضد ريناتا سكنزيك            |
| الأداء المباشر                 | 08 أبريل 2014 | نحن لا نزال          | كريستينا أغيليرا |                                          |
| الأداء المباشر                 | 15 أبريل 2014 | لقد أحبتتك طويلاً جدًا | أوتيس ريدينغ     |                                          |
| الأداء المباشر                 | 22 أبريل 2014 | أحبني مجددًا          | جون نيومان       |                                          |
| الأداء المباشر                 | 29 أبريل 2014 | قوي                  | لندن غرامر       |                                          |
| الأداء المباشر                 | 05 مايـو 2014 | هابي                 | فاريل ويليامز    | مع جولي كاربينو، لورنت باغنا، وبوريس موت |
| الأداء المباشر                 | 05 مايـو 2014 | واحد                 | يو تو            | ثنائي مع بيفرلي جو سكوت                  |
| الأداء المباشر                 | 05 مايـو 2014 | تا فيت               | ستروماي          | مع جولي كاربينو، لورنت باغنا، وبوريس موت |
| الأداء المباشر                 | 05 مايـو 2014 | الجنة                | نوا مون          | مع جوليا كاربينو، ونوا مون               |
| الأداء المباشر                 | 05 مايـو 2014 | تصفيق                | ليدي غاغا        |                                          |
| الأداء المباشر                 | 05 مايـو 2014 | دايموندز             | ريانا            | المتسابق في المرتبة الثانية              |

### 2015: يوروفيجن

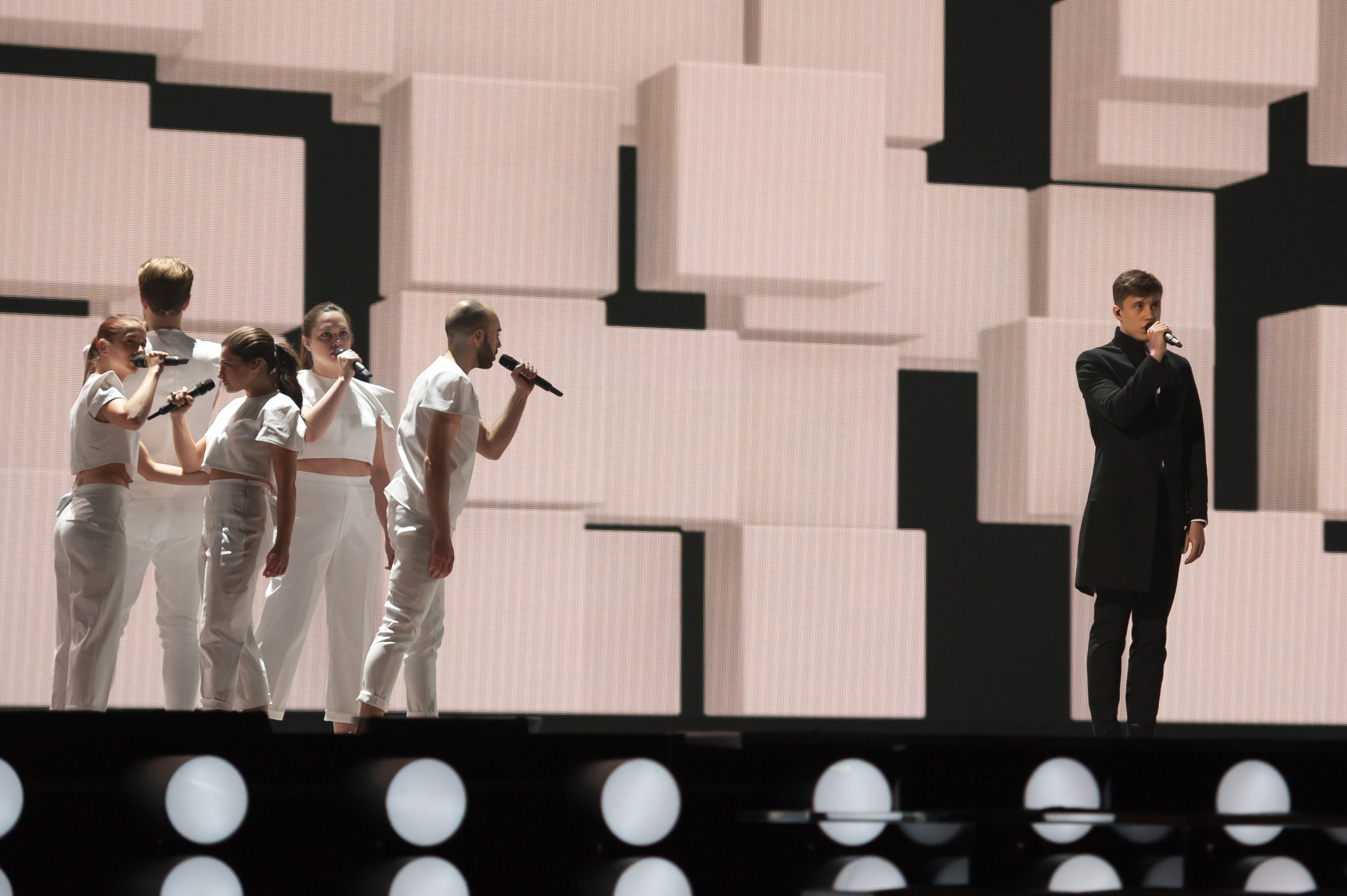
لويك نوتي في مسابقة يوروفيجن لسنة 2015 بمدينة فيينا.

في نوفمبر 2014، الإذاعة الرسمية البلجيكية الناطقة بالفرنسية (آر تي بي إف) أعلنت نوتي ممثل بلجيكا في مسابقة يوروفيجن للأغاني لعام 2015 المُقامة في فيينا، النمسا. وفي مارس من عام 2015، قدمت أغنية «إيقاع الداخل» للدخول بها إلى مسابقة يوروفيجن 2015. بأدائها في النصف النهائي الأول، نجح نوتي ليتقدم إلى النهائي. في نهائي المسابقة، حصلت بلجيكا على مجموع 217 من النقاط، ليضع لويك نوتي «إيقاع الداخل» بالمرتبة الرابعة.

### 2016–حتى الآن:سيلفوكراسي
يوم 27 أكتوبر 2016، صدرت أغنية نوتي المنفردة «مليون عين»، كجزء من ألبومه الأول. فيما صورَّ الفيديو الموسيقي للأغنية يوم 5 أكتوبر 2016. أعلن نوتي أنّ ألبومه سيتضمن أفكارًا، وشخصيات وفيديوهات موسيقية عدة. تموضعت الأغنية في المركز الثاني في قائمة والونيا أولتراتوب، والمركز الثاني في فرنسا. تحصلت الأغنية على الاسطوانة الذهبية في بلجيكا وفرنسا. في 2 مارس، أعلن نوتي عن ألبومه الأول عبر شبكات التواصل الاجتماعي. سيلفوكراسي. وصدر الألبوم في 31 مارس وتمكن من التربع على قمة قائمة الألبومات البلجيكية (التراتوب والونيا). وحل ثالثًا في قائمة التراتوب فلانديرز، وفي المركز الثامن بفرنسا، وبالمركز العشرين في سويسرا.
يومي 22 و23 أبريل 2017، قدم نوتي أول حفلاته بعد إصدار ألبومه. قام بإحياء حفلين، نفذت تذاكر كلاهما سريعًا، في بلجيكا القديمة، ببروكسل.
في 12 نوفمبر 2017 ربح لويك نوتي جائزة إم تي في الموسيقى الأوروبية 2017 عن فئة أفضل فنان بلجيكي.

## ديسكوغرافيا

### ألبوم
| العنوان    | تفاصيل                                                                                     | مواقع بلوغ الذروة | مواقع بلوغ الذروة | مواقع بلوغ الذروة | مواقع بلوغ الذروة | المبيعات        | الشهادات                   |
| العنوان    | تفاصيل                                                                                     | بلجيكا (إف إل)    | بلجيكا (دبليو أي) | فرنسا             | سويسرا            | المبيعات        | الشهادات                   |
| ---------- | ------------------------------------------------------------------------------------------ | ----------------- | ----------------- | ----------------- | ----------------- | --------------- | -------------------------- |
| سيلفوكراسي | - الإصدار: 31 مارس 2017 - شركة الإنتاج: سوني للترفيه الموسيقي - شكل: تحميل رقمي، قرص مضغوط | 3                 | 1                 | 8                 | 20                | - فرنسا: 25,000 | - بلجيكا: إسطوانة بلاتينية |

### أغاني منفردة
| "إيقاع الداخل"                                                           | 2015 | 1  | 1  | 61 | 2 | 85  | 21 | 26 | 12 | 34 | 69 | - بلجيكا: اسطوانة بلاتينية                     | منفردة بلا ألبوم |
| "مليون عين"                                                              | 2016 | 23 | 2  | —  | — | 2   | —  | —  | —  | 43 | —  | - بلجيكا: اسطوانة ذهبية - فرنسا: اسطوانة ماسية | سيلفوكراسي       |
| "دم موحل"                                                                | 2017 | 51 | 17 | —  | — | 125 | —  | —  | —  | —  | —  |                                                | سيلفوكراسي       |
| "دكتور"                                                                  | 2017 | —  | —  | —  | — | 156 | —  | —  | —  | —  | —  |                                                | منفردة بلا ألبوم |
| "إذهب للنوم"                                                             | 2017 | —  | —  | —  | — | —   | —  | —  | —  | —  | —  |                                                | منفردة بلا ألبوم |
| "—" تدل على أنها أغنية منفردة لم تصدر أو لم تحرز موقعًا في قائمة الأغاني. |      |    |    |    |   |     |    |    |    |    |    |                                                |                  |

### أغاني أخرى
| العنوان    | السنة | مواقع بلوغ الذروة | مواقع بلوغ الذروة | الألبوم    |
| العنوان    | السنة | بلجيكا (إف إل)    | بلجيكا (دبليو إي) | الألبوم    |
| ---------- | ----- | ----------------- | ----------------- | ---------- |
| "قلب جائع" | 2017  | 74                | 47                | سيلفوكراسي |

## روابط خارجية
- لويك نوتي على موقع IMDb (الإنجليزية)
- لويك نوتي على موقع ميوزك برينز (الإنجليزية)
- لويك نوتي على موقع أول ميوزيك (الإنجليزية)
- لويك نوتي على موقع ديسكوغز (الإنجليزية)
- لويك نوتي على موقع قاعدة بيانات الفيلم (الإنجليزية)

- الموقع الرسمي